# Sharaku
Tōshūsai Sharaku (東洲斎写楽, actif de 1794 à 1795), plus connu sous le seul nom de Sharaku, est très généralement considéré comme l'un des grands maîtres de l'estampe japonaise (gravure sur bois). Son œuvre représente de façon particulièrement vivante et audacieuse les acteurs de kabuki les plus célèbres de son temps.

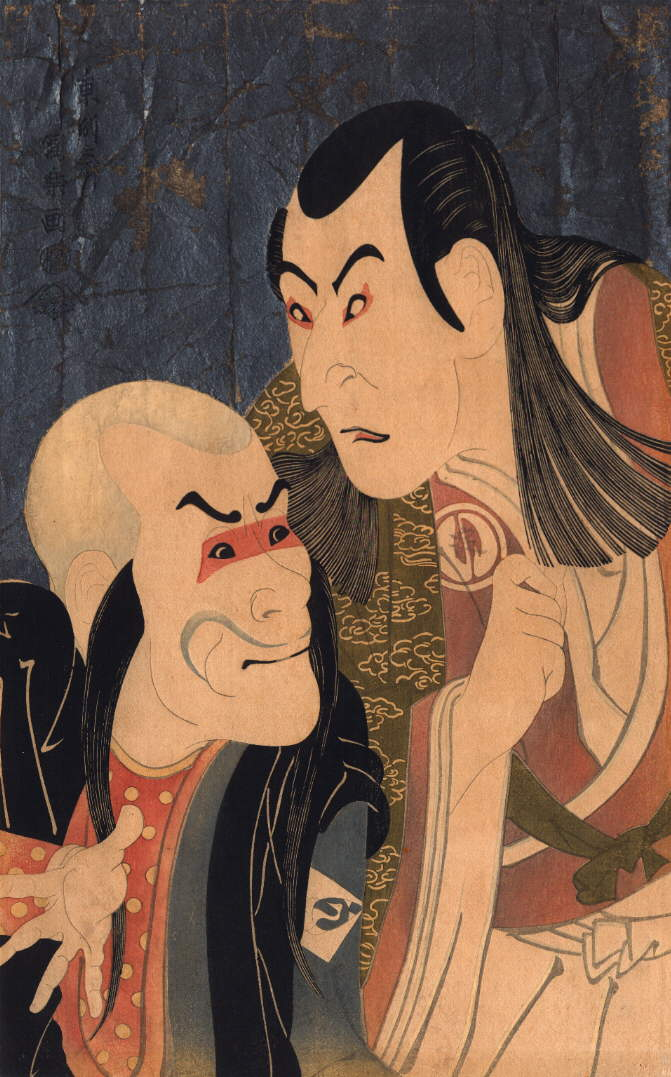
Sharaku : les acteurs de kabuki Bando Zenji (à gauche, dans le rôle d'Onisadobo) et Sawamura Yodogoro II (à droite, dans le rôle de Kawatsura Hogen), dans la pièce Yoshitsune Senbon-Zakura (Yoshitsune, des mille cerisiers) ; 1794, cinquième mois.

On sait cependant fort peu de choses de lui, en dehors de ses estampes ukiyo-e ; on ne sait même pas avec certitude quel était son nom véritable, ni la date exacte de sa mort.

## Biographie
On dit que Sharaku aurait été un acteur de nô de la province d'Awa (aujourd'hui la préfecture de Tokushima).
Sa carrière en tant que maître de l'ukiyo-e est une énigme en soi, puisqu'elle n'a duré en tout que dix mois, du milieu de l'année 1794 jusqu'au début de 1795. Une vie artistique aussi brève et fulgurante a bien sûr donné lieu à toutes sortes d'hypothèses explicatives, rendues nécessaires par l'apparition brutale de ce talent dans toute sa maturité.
Selon une théorie, Sharaku n'était pas une personne, mais un projet lancé par un groupe d'artistes dans le but d'aider un éditeur d'estampes qui les avait soutenus. Selon cette théorie, le nom Sharaku viendrait de sharakusai (sornettes), et serait une plaisanterie cachée des artistes, qui savaient qu'il n'existait aucun Sharaku.
Une autre théorie associe Sharaku avec le grand maître de l'ukiyo-e que fut Hokusai. Cette explication repose sur la disparition de Hokusai du monde artistique entre les années 1792 et 1796, ce qui correspond à la période où fleurit le talent de Sharaku. Mais cette théorie ne repose guère que sur l'explication qu'elle apporterait à l'éclipse d'Hokusai pendant cette période.
De même, aucune hypothèse fondée n'est venu étayer la brutale disparition de Sharaku, moins d'un an après son apparition.

## Œuvre
Il produit d'étonnants portraits en particulier ceux d'onnagata dans lesquels l'ambivalence du modèle masculin et du rôle féminin qu'il incarne est particulièrement sensible.
- Portrait de l'onnagata Segawa Kikunojo III dans la pièce Fleurs d'iris ; les frères Soga à l'ère Bunroku (1794), estampe oban, nishiki-e, fond micacé, musée Guimet[1] ;
- Onoe Matsusuke en Ashikaga Takauji (1794), 31 × 14 cm, gravure sur bois de couleur moyenne, musée d'art de Toledo[2] ;
- L'Acteur Segawa Tomisaburo II en geisha Asaka (1794–1795), feuille d'un pentaptyque de gravures sur bois ; encre et couleur sur papier, 33 × 15 cm, Metropolitan Museum of Art, New York[3]

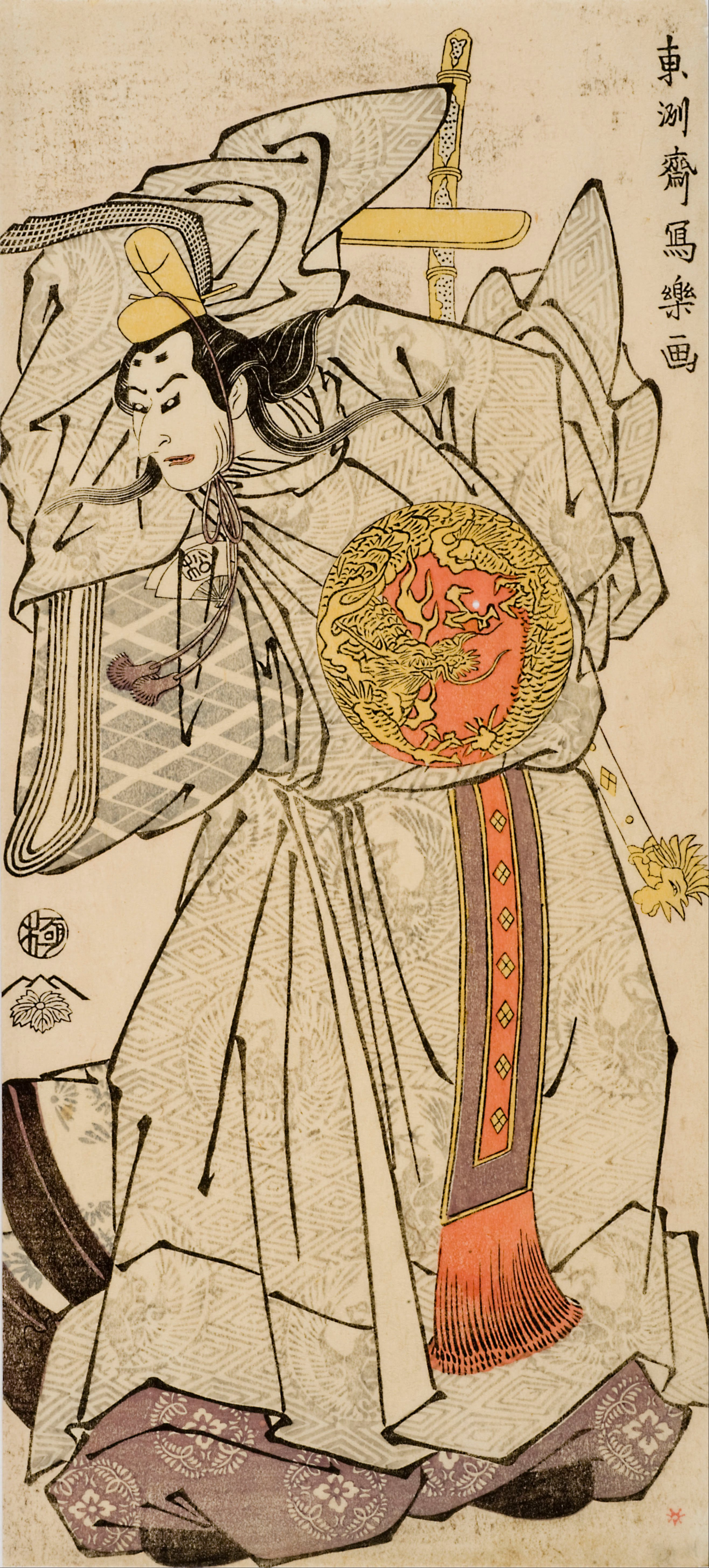
Onoe Matsusuke en Ashikaga Takauji (1794) musée d'art de Toledo.
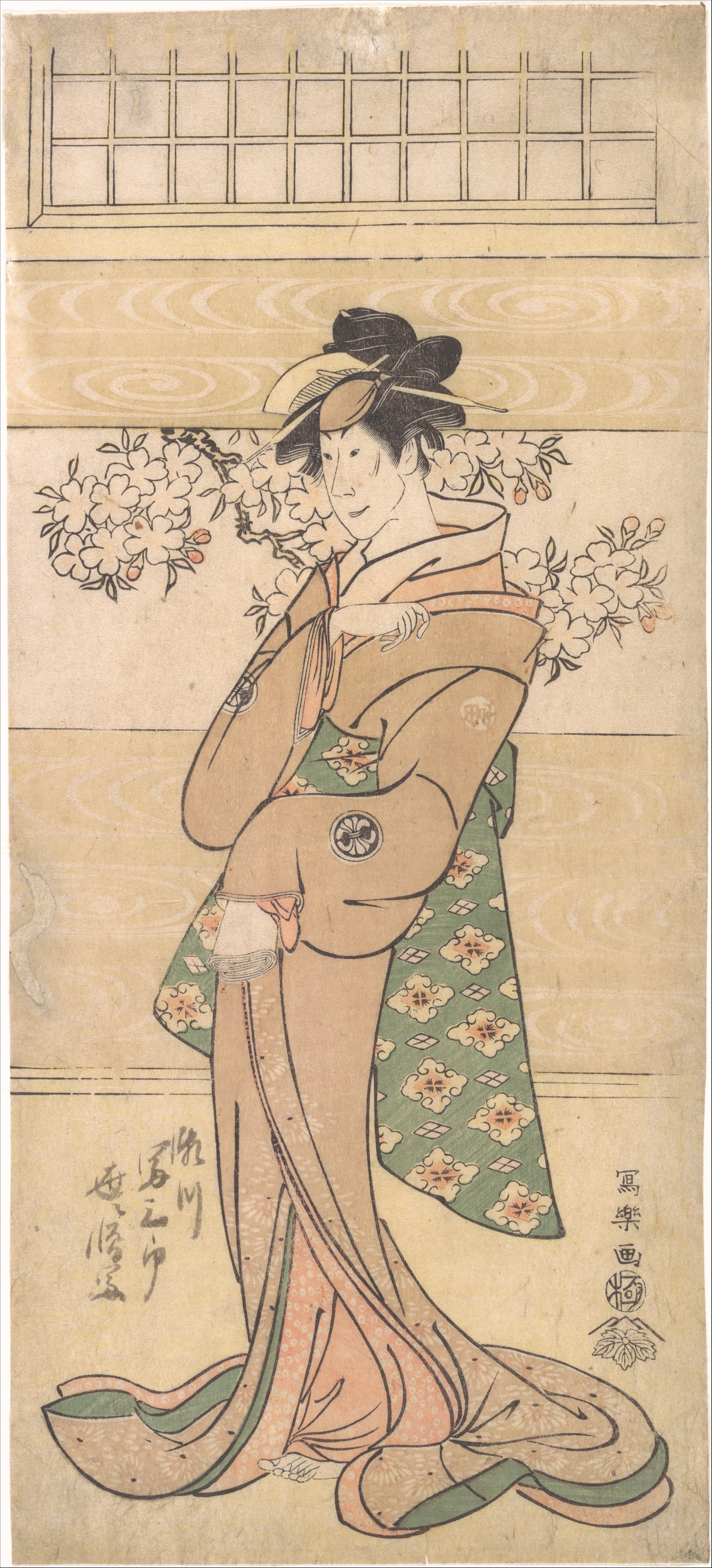
L'Acteur Segawa Tomisaburo II en geisha Asaka (1794-1795), Metropolitan Museum of Art.

## Quelques considérations rétrospectives
On peut considérer que sa carrière n'a été aussi brève que du fait de la nature radicale de son travail, qui ne manqua pas de soulever l'hostilité du monde artistique d'Edo.
Un manuscrit contemporain note : « Sharaku faisait le portrait des acteurs de kabuki, mais, parce qu'il les représentait de manière trop fidèle, ses estampes ne respectaient pas les idées du temps, et sa carrière fut brève. »
Il semble en effet probable que ses estampes, avec leur souci d'extraire la dernière goutte de vérité de ses sujets au travers d'une description attentive, quasi caricaturale, de leurs caractéristiques personnelles, laissaient une certaine impression de malaise, qui les rendaient difficiles à vendre.
De fait, son art ne devint réellement très apprécié des collectionneurs japonais qu'après que les artistes et les collectionneurs occidentaux l'eurent découvert, à la fin du XIXe siècle. Il est aujourd'hui considéré comme un des plus grands artistes de l'estampe japonaise, et le premier artiste « moderne » du Japon, ce qui, joint au tout petit nombre d'estampes qui existent encore de lui aujourd'hui, se traduit par des prix records en salles des ventes.

## Influence
L'œuvre de Sharaku a beaucoup influencé Toulouse-Lautrec.

### Filmographie
- Sharaku, un film de Masahiro Shinoda avec notamment Hiroyuki Sanada dans le rôle principal, Frankie Sakai et Shima Iwashita, sélection officielle du Festival de Cannes 1995